# Phaeochrous nitidus
Phaeochrous nitidus är en skalbaggsart som beskrevs av Gilbert John Arrow 1909. Phaeochrous nitidus ingår i släktet Phaeochrous och familjen Hybosoridae. Inga underarter finns listade i Catalogue of Life.